# Зразковий самець
Зразковий самець (англ. Zoolander) — американський комедійний фільм 2001 року режисера Бена Стіллера, який також зіграв головну роль. Фільм містить елементи з двох короткометражних фільмів, знятих Расселом Бейтсом, за сценарієм Дрейка Сатера та Стіллера для спеціальних телепремій VH1 Fashion Awards у 1996 і 1997 роках. Це останній фільм Paramount Pictures за участю Village Roadshow Pictures.
Через сатиру на індустрію моди фільм мав успіх у критиків і на касових зборах. Продовження «Зразковий самець 2» випущено в лютому 2016 року. Анімаційний фільм «Зразковий самець: Супермодель» випущений на Netflix UK у серпні 2016 року.

## Сюжет
Супермодель Дерек Зуландер — секс-символ, мільйонер та самозакоханий дурник. Він тричі ставав «моделлю року» i був упевнений, що завоює цей титул вчетверте, проте поступився молодшому колезі. Після невдалої спроби повернутися до своєї родини Дерек виявляється вплутаним у змову з метою вбити прем'єр-міністра Малайзії…

## У ролях
| Актор              | Роль                     |
| ------------------ | ------------------------ |
| Бен Стіллер        | Дерек Зооландер          |
| Оуен Вілсон        | Гензель Макдональд       |
| Крістін Тейлор     | Матильда Джеффріс        |
| Вілл Ферелл        | Якобім Мугату            |
| Мілла Йовович      | Катінка Інгабоговінанана |
| Джеррі Стіллер     | Морі Бальштейн           |
| Девід Духовни      | Дж. П. Преветт           |
| Джон Войт          | Ларрі Зооландер          |
| Вінс Вон           | Люк Зооландер            |
| Александр Скашґорд | Мікус                    |
| Джастін Теру       | злий ді-джей             |
| Петтон Освальт     | фотограф                 |
| Джеймс Марсден     | Джон Бут                 |

### Камео
Зіграли вигадані версії самих себе:
- Дональд Трамп
- Меланія Трамп
- Девід Бові
- Біллі Зейн
- Вікторія Бекхем
- Емма Бантон
- Стівен Дорфф
- Шаво Одадж'ян
- Фред Дерст
- Том Форд
- Куба Гудінг (молодший)
- Енн Міра
- Томмі Хілфігер
- Періс Гілтон
- Гайді Клум
- Кармен Касс
- Ленні Кравіц
- Карл Лагерфельд
- Lil’ Kim
- Ірина Пантаєва
- Наталі Портман
- Марк Ронсон
- Вайнона Райдер
- Гаррі Шендлінґ
- Крістіан Слейтер
- Гвен Стефані
- Донателла Версаче